# David Makeléer
David Makeléer (Macklier och Macklean), född 1646, död 10 november 1708, var en svensk friherre, överste och ämbetsman. Han var son till Hans Macklier till Gåsevadholm i Halland och gift 1679 med grevinnan Eleonora Elisabet von Ascheberg, född 1663, död 1737, dotter till fältmarskalk och generalguvernör Rutger von Ascheberg och Maria Eleonora von Buseck.
Makeléer blev löjtnant vid Skaraborgs regemente 1669 och kapten 1672. Han blev major vid Västgötadals regemente 1675, överstelöjtnant 1677 och överste 1680. Efter detta blev han kommendant i Malmö och överste för drottningens livregemente till fot 1691. 
I januari 1677 framarbetade han tillsammans med Karl XI, Rutger von Ascheberg, Georg Henrik Lybecker och Ebbe Ulfelt den strategi med vilken "snapphanarna" i Skåne skulle bekämpas, vilket bland annat medförde en skärpning av straffen och avrättningsmetoderna.
Efter Rutger von Aschebergs död våren 1693 var Makeléer tillförordnad chef för det skånska länet till årets slut, då han utnämndes till landshövding i Älvsborgs län, där han tjänstgjorde fram till sin död i slutet av 1708.
Efter fadern ärvde Makeléer Gåsevadholm i Tölö, Hallands län, och efter Ascheberg kom han i besittning av bland annat säteriet Ström i Hjärtum, Göteborgs och Bohus län, som kom att ärvas av hans ättlingar ända till början av 1800-talet.